# Điện từ học cổ điển
Điện từ học cổ điển, hay còn gọi là điện động lực học cổ điển hoặc điện động lực học, là một lý thuyết của điện từ học được phát triển vào khoảng thế kỷ 19, trong đó có đóng góp lớn của James Clerk Maxwell. Đây là lý thuyết mô tả khá chính xác các hiện tượng điện từ học ở tầm vĩ mô, tức là liên quan đến những khoảng không gian đủ lớn để các hiệu ứng của cơ học lượng tử có thể bỏ qua. Khi xét thêm các hiệu ứng lượng tử, lý thuyết này kết hợp với cơ học lượng tử tạo thành thuyết điện động lực học lượng tử.
Cơ sở của điện động lực học cổ điển là các phương trình Maxwell mô tả trường điện từ và định luật về lực Lorentz mô tả tương tác của trường điện từ với vật chất.
Các khía cạnh của điện từ học cổ điển được trình bày trong nhiều văn liệu của Feynman, Leighton và Sands, Griffiths, Panofsky và Phillips, and Jackson.